# The Great Train Robbery (pel·lícula de 1903)
The Great Train Robbery és una pel·lícula muda rodada el 1903 per Edwin S. Porter, que fou la primera del gènere del western.

## Argument
Uns lladres han planejat un robatori a un tren i als seus viatgers, atracament que duen a terme immobilitzant i matant diverses persones. En una segona línia argumental, algú avisa al xerif i al seu equip que persegueixen els lladres i, finalment, els maten.

## Estructura
- Seqüència 1 (presa única, pla general). Oficina del ferrocarril. Uns lladres sorprenen el radiotelegrafista, el lliguen, el deixen a terra i marxen.
- Sec. 2 (presa única, pla general amb lleugera panoràmica de reenquadrament a la dreta). Darrere del dipòsit d'aigua que serveix per alimentar la màquina s'amaguen els lladres, arriba el tren, es proveeix d'aigua i els lladres pugen.
- Sec. 3 (presa única, pla general i ús de fora de camp). En l'interior d'un dels vagons, un empleat escolta el soroll dels lladres, tràfic d'impedir el robatori quan aquells irrompen disparant les seves armes, el fereixen i cau a terra. Intenten obrir la caixa i no poden. Col·loquen un explosiu i surten de l'enquadrament. La caixa s'obre després de l'explosió i aconsegueixen el botí.
- Sec. 4. Pla A. El tren s'ha parat i els lladres donen instruccions al maquinista perquè separi la locomotora de la resta del comboi. Pla B. Els viatgers descendeixen dels lladres i es col·loquen en les vies amb les mans en alt; els atracadors van robant les seves pertinences. Un dels viatgers intenta fugir corrent, però cau abatut pels trets dels lladres. Pla C. Els lladres arriben a la màquina, que es posa en marxa i abandona el lloc.
- Sec. 5. Pla A (pla general i lleugera panoràmica a l'esquerra). El tren per a, es baixen els lladres i baixen per un terraplè en direcció a un bosc. Pla B (pla general i panoràmica a l'esquerra). Al bosc s'apropen els lladres, travessen un rierol i arriben fins als cavalls.
- Sec. 6. Pla A (pla general). A l'oficina, el radiotelegrafista tracta d'incorporar-se per donar la veu d'alarma, però cau a terra. Arriba una nena, ho intenta reanimar i desencadenar. Pla B (pla general). En un local se celebra un ball d'estil country. Arriba el radiotelegrafista, avisa de l'atracament i surten els homes corrent.[2]
- Sec. 7 (presa única, pla general). En un camí al mig del bosc els atracadors fugen perseguits per altres homes; s'intercanvien trets.
- Sec. 8 (presa única, pla general). Els lladres estan repartint-se el botí quan són sorpresos pels seus perseguidors; es produeix un tiroteig i els lladres moren.

A més, la pel·lícula es distribuïa junt amb un pla mitjà on el cap dels bandits mira a la cambra i dispara, el qual els exhibidors podia inserir al principi o al final de la pel·lícula, segons el seu propi criteri.

## Interès i novetat del film
En només una dotzena de plans i gairebé deu minuts de durada (almenys en la versió restaurada pel British Film Institute), Assalt i robatori d'un tren planteja una història completa amb un desenvolupament narratiu i una tensió dramàtica noves per a l'espectador de l'època.
L'interès i la novetat d'aquest film en relació amb els seus contemporanis rau en la seva capacitat per articular un llenguatge audiovisual de forma coherent; és a dir, per superar l'acumulació de tableaux en benefici de la successió de les accions. Hi contribueix el raccord entre els plans i les seqüències, com quan s'observa la continuïtat de la direcció entre els plans B i C de la seqüència 4 (els lladres surten de l'enquadrament per l'esquerra i entren per la dreta) o entre la sec. 4 i la 5 (en ambdós casos el tren es mou de dreta a esquerra).
La inserció de les seqüències 6 i 7 al mig de la fugida dels lladres estableix una acció paral·lela que proporciona tensió dramàtica al text; tensió incrementada per l'alentiment del ritme mantingut fins a aquell moment que suposa la seqüència del ball.
Per la seva part, les imatges d'exteriors inserides en finestres en les seqüències primera i tercera atorguen realisme i una intenció de trencar la bidimensionalitat al relat. Els moviments de càmera, encara que breus, mostren l'interès en el qual sigui l'enquadrament el que estigui subordinat a l'acció i no al contrari (com era llavors habitual), al mateix temps que dirigeixen la mirada de l'espectador en funció de l'acció dramàtica. Malgrat que l'enquadrament es manté a tota hora en pla general, la posada en escena permet que els moviments dels personatges atorguin dinamisme a l'acció i variï l'escala, com és evident en la seqüència 7.
Tot i que les limitacions tecnològiques de l'època obligava a enquadraments fixos, plans de més d'un minut i altres condicionants, aquesta pel·lícula es considera rica donada la varietat d'escenaris, moviments fluids de càmera, cert realisme i força acció dinàmica.

## Recepció
Es va anunciar com "la cimera de l'art cinematogràfic", ja que es considera la primera pel·lícula important de ficció (story picture) del cinema estatunidenc. Va ser un film molt exitós que va desencadenar vàries imitacions com The Bold bank robbery (1904) de Sigmund Lubin i el mateix Porter va intentar repetir l'èxit en dos films posteriors: The Great Bank Robbery (1904) i The Little Train Robbery (1905).